# 국제북극과학위원회
국제북극과학위원회(國際北極科學委員會, The International Arctic Science Committee, IASC)는 북극 과학 조사에 참여하는 국제 과학 그룹으로 구성된 비정부기구이다.

## 같이 보기
- 북극 이사회